# Tropona
Tropona ou 2,4,6-cicloheptatrieno-1-ona é um composto orgânico com alguma importância em química orgânica como um aromático não benzenóide (de estrutura derivada do benzeno). O composto consiste de um anel de seis átomos de carbono com três grupos alquenos conjugados. O composto relacionado tropolona (2-hidroxi-2,4,6-cicloheptatrieno-1-ona) tem um grupo álcool (ou um enol incluindo a ligação dupla) próximo ao cetona.